# Erioptera iquitosensis
Erioptera iquitosensis là một loài ruồi trong họ Limoniidae. Chúng phân bố ở vùng Tân nhiệt đới.